# Joseph Schröter
Joseph Schröter, född 14 mars 1837 i Patschkau, Oberschlesien, död 12 december 1894 i Breslau, var en  tysk militärläkare och mykolog.
Schröter blev medicine doktor i Berlin 1859, överstabsläkare 1883, docent i mykologi och bakteriologi 1886 och erhöll professors titel 1890. Från 1874 förskriver sig hans ivriga arbete att utforska Schlesiens svampflora. I mykologiskt syfte företog han resor genom nästan hela Europa och Mindre Asien. Hans skarpsynthet och grundlighet inom denna vetenskapsgren blev allmänt erkända, liksom det praktiska gagnet av hans forskning om växtsjukdomarna. 
Förutom ett 60-tal småskrifter utgav han Die Pilze Schlesiens (från 1885), som åtföljdes av ett exsickatverk med samma titel, och i Adolf Englers och Carl Prantls "Die natürlichen Pflanzenfamilien nebst ihren Gattungen und wichtigeren Arten" bearbetade han de stora grupperna lägre svampar.
Auktorsnamnet J.Schröt. kan användas för Joseph Schröter i samband med ett vetenskapligt namn inom botaniken; se Wikipediaartiklar som länkar till auktorsnamnet.